# Nationalpark Majella
 Nationalpark Majella  (italiensk: Parco Nazionale della Majella) er en nationalpark der ligger i provinserne Chieti, Pescara og L'Aquila, i den italienske region Abruzzo.
Den er centreret omkring bjergmassivet Majella, hvis højestge top er Monte Amaro (2.793 moh.).
Nationalpark Majella har et areal på 740,95 km², og specielt Montagna della Majella, har været omfattet af det internationale geovidenskabelige researchproject, TaskForceMajella fra 1998 til 2005.

## Vigtige steder
Nationalparken har omkring 500 kilometer vandreruter gennem bjergene, hulemalerier i Grotta Sant'Angelo og Grotta del Cavallone (sidstnævnte er en af de dybeste huler i Europa, der er åben for offentligheden).
der er fire turistcentre i parken:
- Maurizio Locati Besøgscenter i Colle Madonna, Lama dei Peligni har afdelinger om gemser, arkæologi, en rekonstruktion af en landsby fra yngre stenalder, og en botanisk have: Giardino Botanico Michele Tenore.
- Et naturhistorisk museum i Fara San Martino.
- Paolo Barrasso Besøgscenter ved Caramanico Terme. Det rummer afdelinger om geologi bl.a. med fossiler fundet på Majella, og arkæologiske fund fra den ældste stenalder til Romertiden.
- Giardino Botanico Daniela Brescia ved Sant'Eufemia a Maiella, en botanisk have, med bl.a. et herbarium for nationalparken.

## Fauna
Nationalpark Majella er måske et af de bedst bevarede appenninske økosystemer. På grund af dets højder og utilgængelighed er det meste af parkens område ubeboet, og der er færre menneskeskabte strukturer som skiresorter og veje, end i andre italienske nationalparker. Dette fremmer den appenninske fauna, som her udfolder sig i al sin storhed. Det mest repræsentative dyr i Majellabjergene er den sjældne italiensk ulv (Canis lupus italicus) som også kaldes Appenninsk ulv, og ses i parkens logo, og findes med en bestand af omkring 70 dyr, fordelt i elleve parker med beskyttede områder i Appenninerne. Det menes at bestandtætheden i Nationalpark Majella er største i Italien, og måske i verden, selv hvis man sammenligner med Yellowstone National Park.
Andre notable arter i parken er:
- I højderne lever Abruzzo gemse (Pyrenæisk gemse, Rupicapra pyrenaica ornata) Den er blevet genudsat i 1991 efter årtier fravær, via et program drevet af ledelsen af Nationalpark Abruzzo, Lazio og Molise;
- The Marsicansk brun bjørn (ursus arctos marsicanus) er repræsenteret i nationalparkens bøgeskove med mindst 5 individer,, hvilket er den næststørste koncentration af bjørne i et beskyttet område i det centrale Italien;
- Kongeørnen, findes med seks ynglende par;
- Kronhjort og rådyr er også blevet genudsat i parken efter 2. verdenskrig hvor de blev udryddet i den centrale del af Appenninerne.

Padder og krybdyr der lever i bjergene er brillesalamander (Salamandrina terdigitata)og den unikke enghugorm (Vipera ursinii)
Andre vigtige fugle der yngler i parken er duehøg, musvåge, stenhøne, alpeallike, alpekrage, tårnfalk og spurvehøg .
Andre pattedyr, der trives i de tætte skove, der omgiver Majellamassivet er vildsvin, the korsikansk hare, skovmår, vildkat, ræv, grævling og den sjældne odder.